# Planorbula armigera
Planorbula armigera är en snäckart som först beskrevs av Thomas Say 1821.  Planorbula armigera ingår i släktet Planorbula och familjen posthornssnäckor. IUCN kategoriserar arten globalt som livskraftig. Inga underarter finns listade i Catalogue of Life.